# Dani Abalo
Daniel „Dani“ Abalo Paulos (* 29. September 1987 in Vilagarcía de Arousa) war ein spanischer Fußballspieler. Am 1. Juli 2024 beendete Daniel Abalo seine Karriere 36-jährig.

## Spielerkarriere
Abalo begann seine Karriere bei Celta Vigo. Im Dezember 2005 spielte er erstmals für die B-Mannschaft in der Segunda División B. Im Dezember 2006 debütierte er schließlich auch für die Profis in der Primera División; er wurde am 13. Spieltag der Saison 2006/07 gegen den RCD Mallorca zwölf Minuten vor Schluss eingewechselt. Mit Vigo musste er zu Saisonende in die Segunda División absteigen. In der Saison 2008/09 wurde Abalo zum Stammspieler.
Zur Saison 2015/16 wechselte er zum türkischen Erstligisten Sivasspor. Bereits zur nächsten Winterpause verließ er diesen Verein und heuerte beim spanischen Zweitligisten Deportivo Alavés an. Nachdem Alavés in die Primera División aufgestiegen war, verließ er den Verein im Sommer 2016 wieder. Er wechselte nach Polen zu Korona Kielce, in 22 Spielen gelangen dem Spanier 1 Tor. Aus Polen wechselte er wieder 2017 wieder in seine spanische Heimat zum FC Cartagena. Nach einer Leihe bei UP Langreo setzte der Spanier seine Karriere bei Racing Ferrol fort. Seinen Karriereherbst verbrachte er bei Portonovo SD, im Sommer der Saison 2024/25 beendete er seine Karriere.